# رفيغة

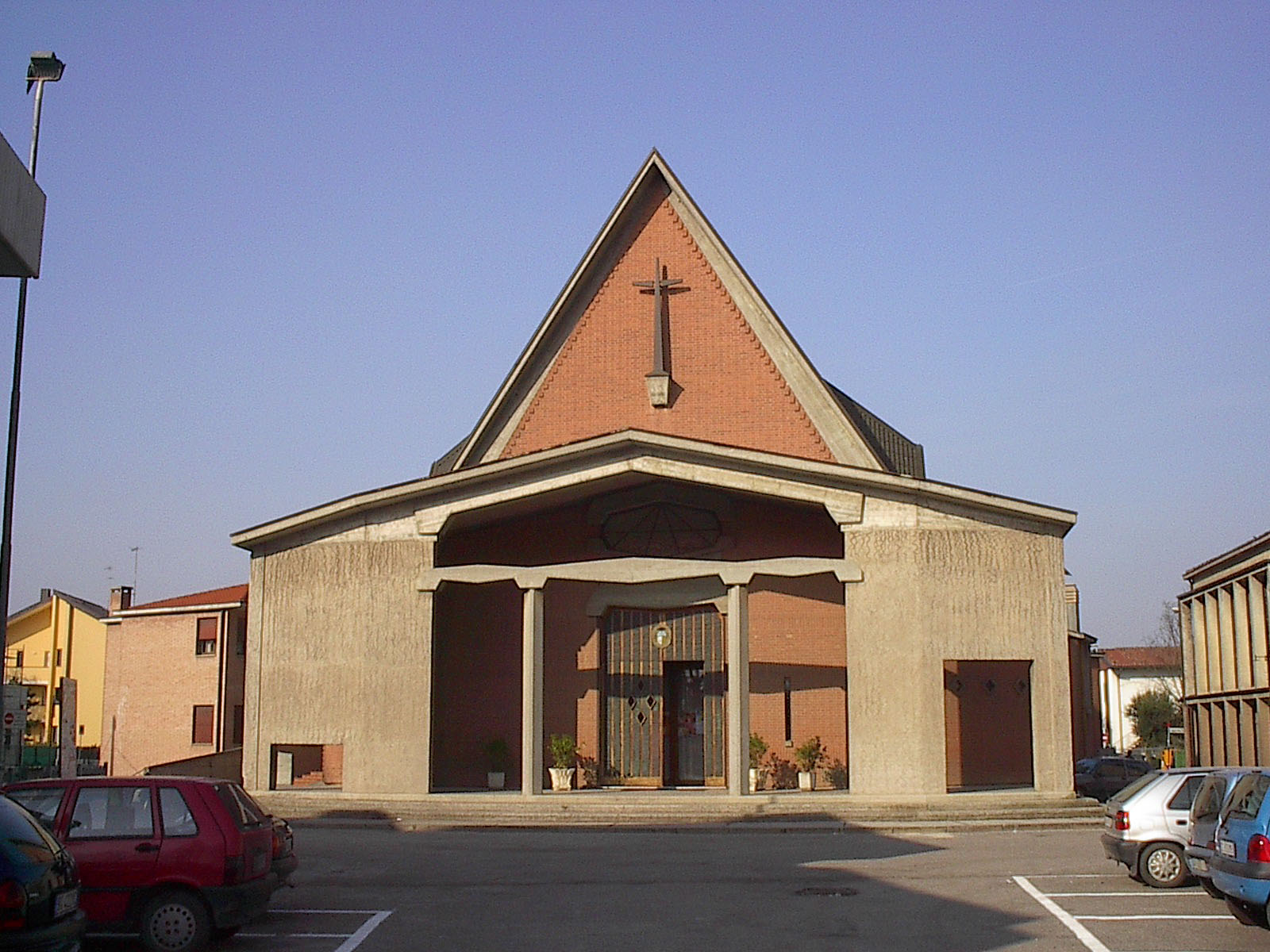
كنيسة القديس بيو الخامس

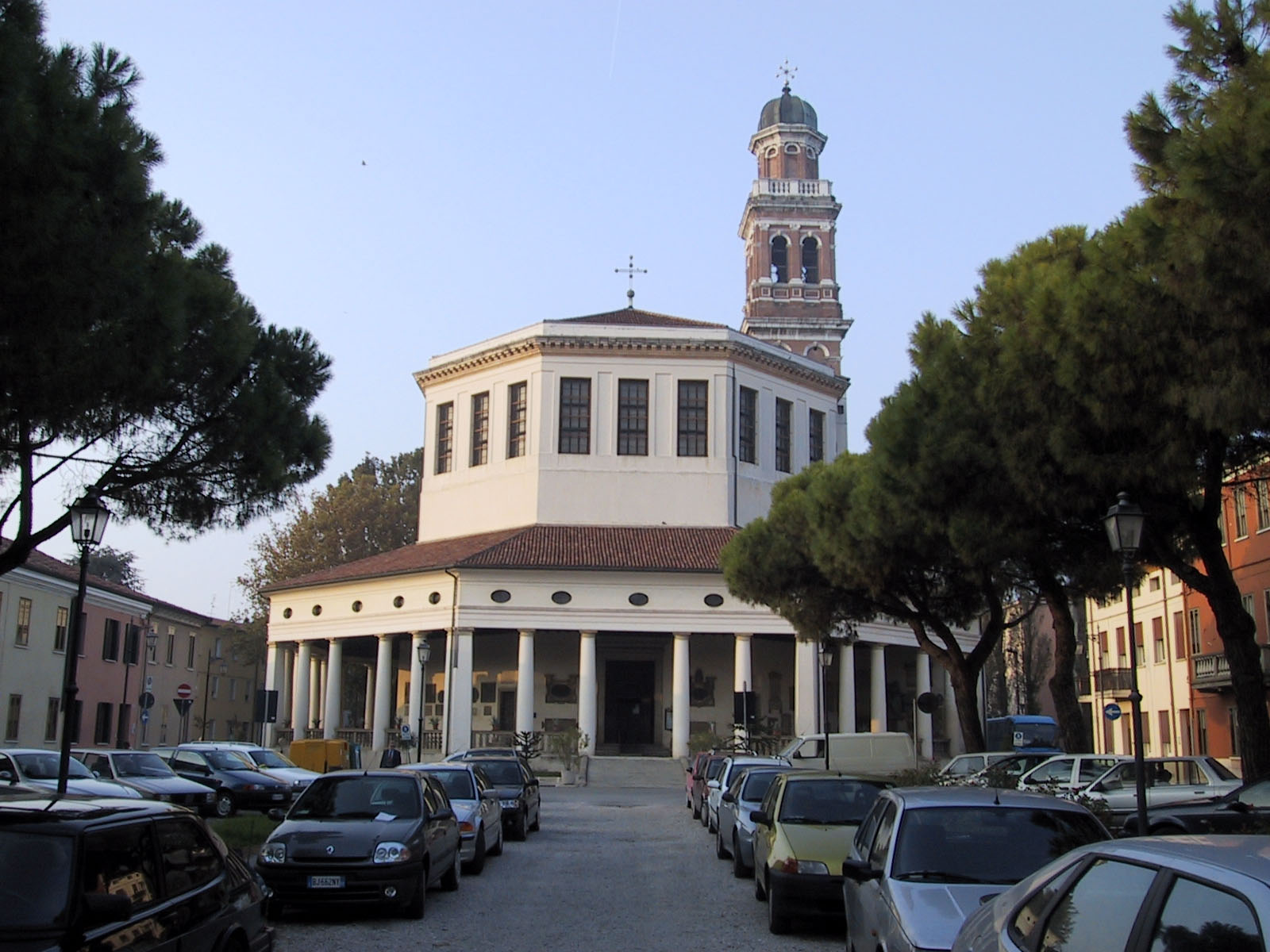
كنيسة لا روتوندا

رُفيغَة أو (نقحرة: روفيغو) (بالإيطالية: Rovigo)‏، مدينة شمال إيطاليا وفي الجزء الجنوبي من إقليم فينيتو، عاصمة مقاطعة رُفيغَة، تقع بين نهر أديجي شمالا وقناة بيانكو التي يوجد عليها مناءها ،و تبعد عن ساحل البحر الأدرياتي 40 كم غربا، جنوبا تعرف أيضا بCittà delle rose مدينة الأزهار، عدد سكانها 50.883 نسمة.

## السكان
في سنة 1871 بلغ عدد السكان 23٬633 نسمة، وتطور العدد ليصل في سنة 2011 لـ 50٬164 نسمة.
يظهر هذا المخطط البياني تطور النمو السكاني لـ رُفيغة

## التاريخ
يبدو أن رُفيغَة ذكرت لأول مرة في وثيقة من رافينا بتاريخ الرابع والعشرين من نيسان أبريل عام 838 ؛ أصل اسمها غير مؤكد. في عام 920 اختارها أسقف أدريا باولو كاتانيو كمقر إقامة مؤقت له، إثر تدمير المجريين لمدينته ؛ تم الانتهاء من التحصينات التي بدأها هو عام 945. وبنى فيكونتات رُفيغَة خط أسوار من الطوب في الثلاثينات من القرن الثاني عشر باسم آل إستي. برج دونا الحالي هو ما تبقى من قلعة بنيت في وقت ما بينهما ؛ بارتفاعه البالغ 66 مترا قد يكون أعلى برج حجري في ذلك الوقت إذا كان ذلك التاريخ صحيحاً.
أصبحت رُفيغَة عام 1194 في حيازة أتسو السادس دوق فيرارا، والذي اتخذ لقب كونت رُفيغَة. انتهت سلطة آل إستي في عام 1482، باستيلاء البنادقة بحصارها وامتلاكها بصلح عام 1484. ورغم أن آل استي استردوا المدينة خلال حرب رابطة كامبراي، عاد البنادقة عاد 1514، احتفظوا بها حتى قيام الثورة الفرنسية. في عام 1806 جعل نابليون بونابرت منها دوقية للجنرال أن جان ماري رينيه سافاري. ثم جعلها النمساويون مدينة ملكية عام 1815.
انضمت رُفيغَة إلى مملكة إيطاليا سنة 1861، وفي عام 1866 ربطت بالسكة الحديدية مع بادوفا وفيرارا وفيرونا (عبر لينيانو)، وكيودجا (عبر أدريا). في القرن العشرين أُنشأت أول الصناعات الحديثة، وأهمها تكرير السكر. عام 1927 وسعت أراضي المدينة إلى حد ما هي عليه الآن بضم البلديات السابقة القريبة. في عام 1937 تم تحويل قناة أديجيتو إلى حافة المدينة الغربية وأُنشئ شارع Corso del Popolo الواسع في مكان مسار القناة القديم. بين عامي 1943-1945 كانت رُفيغَة جزءا من الجمهورية الإيطالية الاشتراكية وعادت إلى إيطاليا منذ عام 1946. في الخمسينات والستينات من القرن الماضي تطورت رُفيغَة بشكل هائل وكان لها أعلى معدلات التحضر بين مدن فينيتو بعد الحرب العالمية الثانية.
wee t wrwwrv weqr ahmed zayto9un